# Ліновно
Ліновно (пол. Linowno, нім. Woltersdorf) — село в Польщі, у гміні Дравсько-Поморське Дравського повіту Західнопоморського воєводства.
Населення — 277 осіб (2011).
У 1975-1998 роках село належало до Кошалінського воєводства.

## Демографія
Демографічна структура станом на 31 березня 2011 року:
|          | Загалом | Допрацездатний вік | Працездатний вік | Постпрацездатний вік |
| -------- | ------- | ------------------ | ---------------- | -------------------- |
| Чоловіки | 133     | 18                 | 104              | 11                   |
| Жінки    | 144     | 31                 | 77               | 36                   |
| Разом    | 277     | 49                 | 181              | 47                   |